# Доминик Кахун
Доминик Кахун (  — Плана, 2. јун 1995) професионални је немачки хокејаш на леду чешког порекла који игра на позицијама централног и левокрилног нападача. 
Члан је сениорске репрезентације Немачке за коју је на међународној сцени дебитовао на светском првенству 2016. године. 
Од почетка сениорске каријере 2014. игра у немачком првенству у екипи минхенског Ред була са којом је освојио и титулу националног првака у сезони 2015/16.